# École d'ingénieurs en sciences industrielles et numérique de l'université de Reims
L'École d'ingénieurs en sciences industrielles et numérique de l'université de Reims (EiSINe) est l'une des 204 écoles d'ingénieurs françaises accréditées au 1er septembre 2020 à délivrer un diplôme d'ingénieur.

## La formation
L'admission a lieu sur titres, soit en formation continue, soit en apprentissage.
Les cours ont lieu à Charleville-Mézières ou à Reims. 
Fondée en 2019, elle propose deux spécialités : 
- Génie électrique et robotique, au sein du laboratoire Électronique, électrotechnique, automatique, sur le campus Moulin de la Housse à Reims.
- Matériaux et génie des procédés, au sein du laboratoire Matériaux,  procédés, maintenance, sur le campus Sup Ardenne à Charleville-Mézières.

Une 3e spécialité, Mécanique et génie industriel : maintenance 4.0, sera offerte à partir de la rentrée 2020.
Le programme de l’ESINe s’étale sur trois ans et est entrecoupé de périodes en entreprise.
La formation est délivrée en liaison avec l’UIMM (Union des industries et métiers de la métallurgie).
L'objectif est de diplômer à terme 75 étudiants par an.

## Statut
L’école est une composante de l’université de Reims Champagne-Ardenne.